# Charlotte Elvira Pengra
Charlotte Elvira Pengra (* 30. Mai 1875 in Juda (Wisconsin), Vereinigte Staaten; † 7. Februar 1916 in Brodhead (Wisconsin)) war eine US-amerikanische Mathematikerin. Sie erwarb 1901 als erste Frau an der University of Wisconsin und als 6. Amerikanerin einen Doktorgrad in Mathematik.

## Leben und Werk
Pengra studierte Mathematik und erhielt 1897 den Bachelor of Arts an der University of Wisconsin und unterrichtete danach wie die meisten graduierten Frauen zu der damaligen Zeit an einer High School. Sie unterrichtete für zwei Jahre an der High School in  Fox Lake (Wisconsin), Sparta (Wisconsin) und Elgin (Illinois). 1899 wurde sie mit einem Fellowship der University of Wisconsin-Madison ausgezeichnet und promovierte 1901 bei Linnaeus Wayland Dowling mit der Dissertation: On Functions Connected with Special Riemann Surfaces, In Particular Those For Which P Equals 3, 4, and 5. Sie heiratete 1904 den promovierten Mathematiker Arthur Crathorne, mit dem sie nach Göttingen reiste und drei Kinder bekam. Sie starb mit 40 Jahren an Brustkrebs.

## Veröffentlichung
- On the conformal representation of plane curves particularly for the cases p=4, 5 & 6. Madison, 1904. "Reprinted from the Transactions of the Wisconsin acad. of sciences, arts, & letters, v.14."
- On the Conformal Representation of Plane Curves Particularly for the Cases P, 2015, ISBN 978-1341389085